# Verticicladiella humicola
Verticicladiella humicola är en svampart som beskrevs av S.C. Jong & Davis. Verticicladiella humicola ingår i släktet Verticicladiella och familjen Ophiostomataceae.   Inga underarter finns listade i Catalogue of Life.